# Victor Franco
Pour les articles homonymes, voir Franco.
Victor Franco, né le 12 mars 1930 à Bagdad (royaume d'Irak) et mort le 16 février 2018 à Montélimar (France), est un écrivain et journaliste français, lauréat du prix Albert-Londres en 1963.

## Biographie
Victor Franco a publié dans Paris-Presse, Le Nouveau Candide, Paris-Jour et Le Parisien libéré. Il est rédacteur en chef du magazine Jours de France entre les années 1970 et le début des années 1980. Gastronome et œnophile, durant cette période et les années 1980, il a participé très régulièrement aux dégustations organisées à Paris pour la presse du vin dont il était un membre reconnu.

## Récompense
Victor Franco est lauréat du prix Albert-Londres 1963 pour La Révolution sensuelle.